# Голмдел Тауншип (Нью-Джерсі)
Голмдел Тауншип (англ. Holmdel Township) — селище (англ. township) в США, в окрузі Монмаут штату Нью-Джерсі. Населення — 17 400 осіб (2020).

## Демографія
Згідно з переписом 2010 року, у селищі мешкали 16 773 особи в 5584 домогосподарствах у складі 4610 родин. Було 5792 помешкання
Расовий склад населення:
| - 77,5 % — білих - 19,2 % — азіатів - 0,9 % — чорних або афроамериканців - 0,1 % — корінних американців |

До двох чи більше рас належало 1,8 %. Частка іспаномовних становила 3,7 % від усіх жителів.
За віковим діапазоном населення розподілялося таким чином: 25,8 % — особи молодші 18 років, 57,9 % — особи у віці 18—64 років, 16,3 % — особи у віці 65 років та старші. Медіана віку мешканця становила 45,1 року. На 100 осіб жіночої статі у селищі припадало 93,3 чоловіків;  на 100 жінок у віці від 18 років та старших — 89,9 чоловіків також старших 18 років.
Середній дохід на одне домашнє господарство  становив 191 792 долари США (медіана — 136 525), а середній дохід на одну сім'ю — 215 122 долари (медіана — 156 458). Медіана доходів становила 114 856 доларів для чоловіків та 71 042 долари для жінок. За межею бідності перебувало 3,3 % осіб, у тому числі 4,3 % дітей у віці до 18 років та 2,3 % осіб у віці 65 років та старших.
Цивільне працевлаштоване населення становило 7288 осіб. Основні галузі зайнятості: освіта, охорона здоров'я та соціальна допомога — 24,8 %, науковці, спеціалісти, менеджери — 20,1 %, фінанси, страхування та нерухомість — 15,3 %.